# 浦江饭店
浦江饭店（英語：Astor House Hotel）原名礼查饭店，是19世纪和20世纪上半叶中国上海的主要外资旅馆之一。1959年以后改名为浦江饭店。现开辟为中国证券博物馆。

## 地理环境
浦江饭店座落在黄浦江与苏州河交汇处，外白渡桥北堍东侧，今虹口区黄浦路15号。在浦江饭店的繁盛时期，其西侧百老汇路对面是百老汇大厦，南侧隔苏州河与上海外滩建筑群相望，紧邻的黄浦路边，集中了美国、德国、日本、苏联等十余个国家的领事馆。沿百老汇路向东直到提篮桥，当年是英资和日资的轮船码头，如公和祥码头、汇山码头。

## 历史

### 19世纪

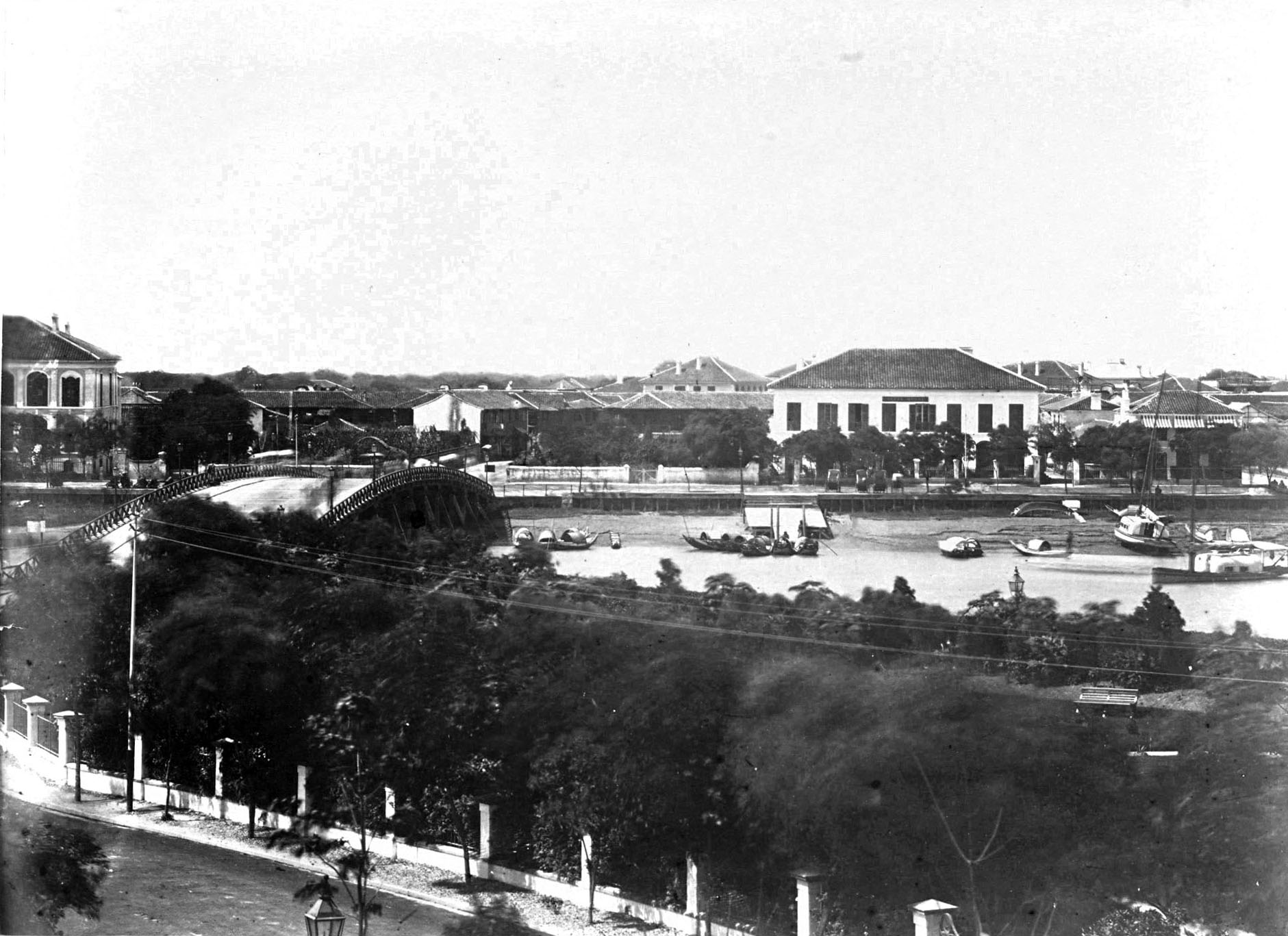
外白渡桥和礼查饭店（右後方），1860年至1880年間拍攝。

礼查饭店始建于1846年，当时上海开埠只有三年时间。英国商人阿斯脱豪夫·礼查（Richard）在英租界与上海县城之间、今金陵东路外滩附近，兴建了一座以他名字命名的旅馆，名为Richard's Hotel and Restaurant（礼查饭店）。这是上海最早的一所现代化旅馆。
1856年，苏州河上外白渡桥的前身“韦尔斯桥”建成，1857年，礼查看好此处的发展前景，以极其低廉的价格买下桥北侧河边的一块面积为22亩1分的荒地，在此建造了一座东印度风格的2层砖木结构楼房，将礼查饭店从原址迁移到这里。不过，由于当时该处地处偏僻，交通不便，初期的经营状况不佳。
1860年，英国人史密斯（Henry Smith）接手经营礼查饭店，改名为Astor House。在史密斯的管理下，礼查饭店除了客房外，又开设了弹子房、酒吧、舞厅及扑克室，楼下大厅常有歌舞、戏剧演出，以招徕顾客。于是，旅馆开始出现转机，外国旅客明显增多。

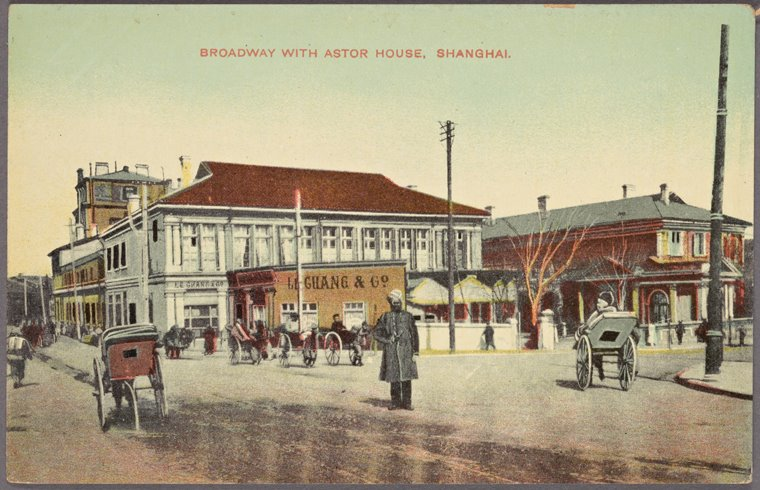
約1890年出版的礼查饭店明信片

在19世纪后期，礼查饭店经常是中国最早接受现代事物的场所：1867年，该店在上海最早使用煤气；1882年7月，在此安装中国首批的电灯，曾引来好奇参观的人潮；1883年，这里成为全上海最早使用自来水的地方。

### 20世纪上半叶

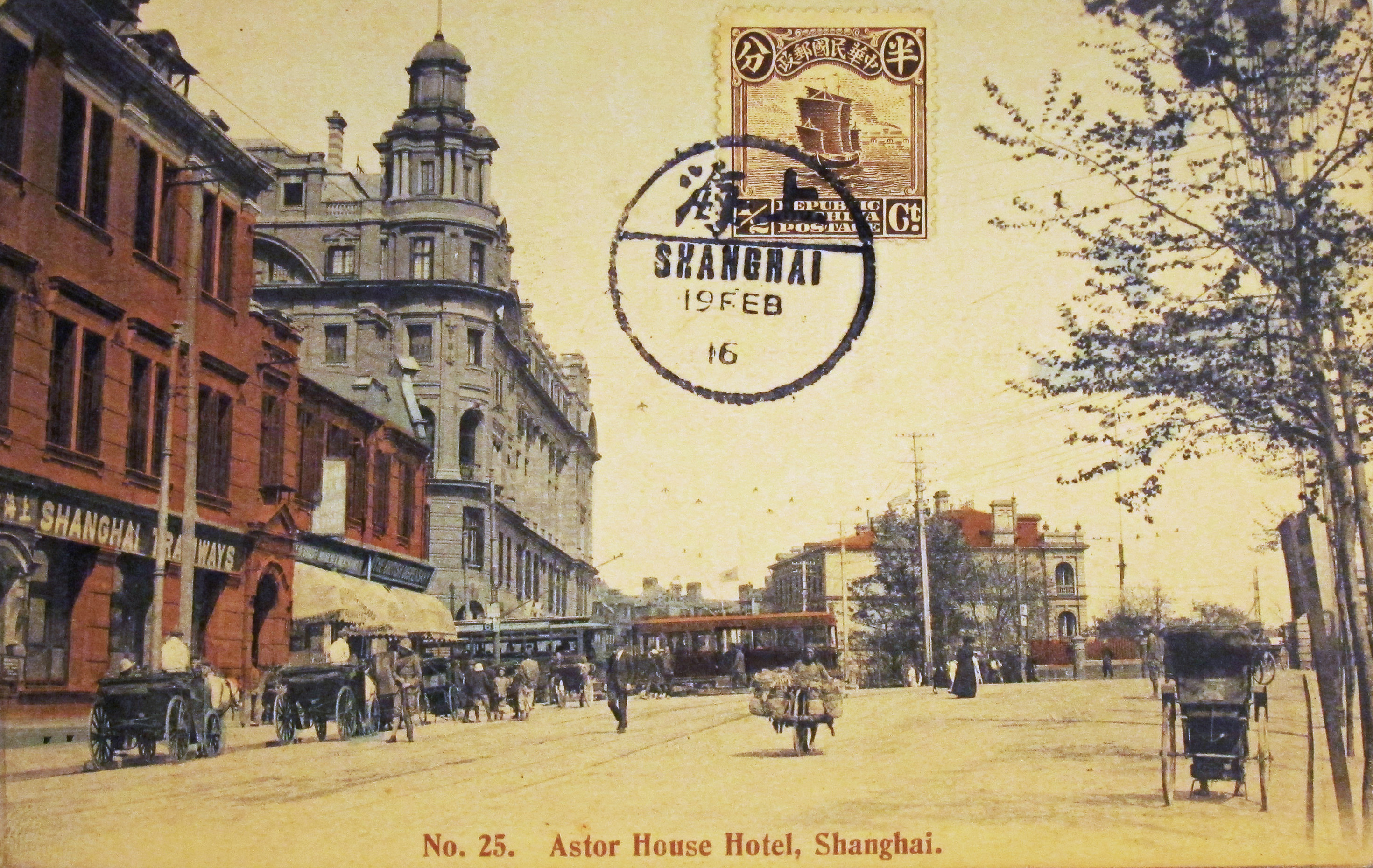
1910年代重建後的礼查饭店明信片

1906年，因外白渡桥改建钢桥，须让出部分饭店土地，同时，另一家外资旅馆汇中饭店（Palace Hotel）已经开始新建六层楼房，由于它位于南京路外滩的黄金地段，给只有2层楼、又位于苏州河北岸的礼查饭店带来生存压力。为了在竞争中获胜，同年礼查饭店也拆除旧楼，重建为一座5层砖木结构的楼房，建筑面积为8,100平方米（今金山大楼）。由于仍难以与汇中饭店媲美，于是紧接着又在该楼前面再建造一座豪华的6层大楼。这座大楼在1910年竣工，四面临街，占地4437平方米，建筑面积为15,011平方米，钢筋混凝土和砖木混合结构，风格为新古典主义式样，拥有繁复的大弧形拱窗以及成排的爱奥尼立柱，灰色外墙，转角处屋顶上建有塔楼，拥有维多利亚时期的回廊式中庭，采用开放式的天窗进行上采光。新的礼查饭店共设有客房200多套。
礼查饭店的历任经理大都有过做船长的经历，所以该饭店的许多设施都仿照船上的式样，如饭店的走廊，油漆得好像客轮上通向睡舱的通道。
礼查饭店是当时远东设备最现代化的豪华饭店之一：24小时供应热水、每间客房一部电话、中国最早的电梯之一、上海最早放映半有声电影（1908年）和有声电影（1913年12月29日）。
礼查饭店的顶层大餐厅（孔雀大厅）十分宽敞豪华，可容纳500人就餐或跳舞。晚上，交响乐队在此演奏，晚上8点，穿得衣冠楚楚的客人来此进餐。“这时，你可以看到这个港口城市的大部分外国头面人物”

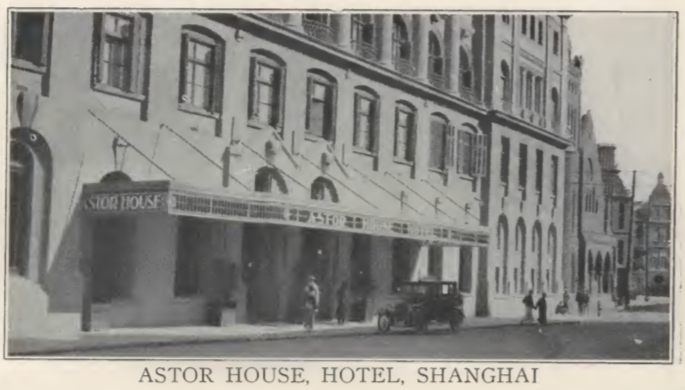
約1925年的礼查饭店正門

在19世纪和20世纪上半叶，礼查饭店是世界各地的名人来到上海的钟爱的下榻地，他们的名单包括：英国爱丁堡公爵、美国南北战争中著名的五星上将、第十八任总统格兰特将军（Ulysses S. Grant，1879年入住礼查饭店410房间）、英国哲学家伯兰特·罗素（1920年）、科学家爱因斯坦（1922年）、喜剧大师卓别林（1931年、1936年）、《西行漫记》的作者埃德加·斯诺夫妇（1931年）等。

### 轉變
礼查饭店走向衰落的转折点是1937年8月13日淞沪会战的爆发。战争期间，由于礼查饭店所在的虹口属于日本势力范围，和上海公共租界其他地区分开，不列为战时中立区，住在虹口的西方侨民迅速离开，迁往较为安全的上海公共租界中区、西区及其越界筑路地带，以及上海法租界。西方侨民撤离虹口后，礼查饭店因失去服务对象，无法经营下去。于是英国人将该饭店转让给日本人经营。抗战结束后，英国人收回礼查饭店，交由建华地产公司租用经营，底层大厅被分割成23间，改建成沿街店铺，开设咖啡馆、酒吧等，楼上由美军俱乐部等单位租用。
1949年以后一段时期，礼查饭店仍由英国人管理。1950年租约到期，建华地产公司将房屋交还英商。这时出现中国政府与英商之间的修缮费问题的纠纷。最后在1954年4月19日被上海市人民政府接管，曾先后作为华东纺织管理局和中国茶叶进出口公司等单位的办公楼。1958年6月25日划归上海市机关事务管理局。1959年5月27日，礼查饭店更名为浦江饭店正式对外营业，负责接待外籍和华侨旅客。

## 建築變遷
浦江饭店在文革中又受到较大破坏，顶层大餐厅面目全非，昔日的豪华饭店逐渐衰老式微。1988年，浦江饭店随上海大厦一同划归上海衡山集团。1995年，原礼查饭店差点就被拆除改建，衡山集团总裁吴怀祥在发现饭店的历史渊源后，决定保留老饭店，计划逐步恢复其原貌。2002年重新装修后，浦江饭店列为三星级酒店，共有客房总数116间套。
1990年12月19日，上海证券交易所在昔日礼查饭店的底层大厅挂牌成立。
2017年12月29日，上海證券交易所同上海市衡山（集團）公司正式簽下浦江飯店租賃合約，飯店年尾結業。上海證券交易所接手後，計劃將其打造為上海證券交易所投資者教育基地與國際交易所文化展示與交流基地，宣稱將於文物管理部門監督指導同中外相關歷史建築保護專家的設計規劃下，最大限度確保做好建築的長期保護與維護工作，發揮歷史建築的使用功能。
2018年12月22日，中国证券博物馆在原浦江饭店内成立。

## 其他
1846年12月22日，英国驻沪领事阿礼国召集了在上海租地的外侨，租用礼查饭店，召开大会，成立“道路码头委员会”（Committee on Roads and Jetties），即上海公共租界工部局的前身。
1897年，上海道台蔡钧在礼查饭店舞厅举办大型舞会，庆祝慈禧太后六十寿辰。应邀出席舞会的有各国驻沪领事和旅沪的外国富商。
20世纪初叶，礼查饭店首次在周六及周日的晚上举办“交际茶舞”，从此，交谊舞会开始在上海盛行起来。
1919年，礼查饭店的侍应生周祥生意外拣到一大笔卢布，兑换了500银元，跳槽在邻近的百老汇路、武昌路口开办了祥生汽车行，后来成为上海滩的出租汽车大王。

## 圖片
- 2014年的浦江饭店
- 2021年的浦江饭店
- 浦江饭店正門
- 浦江饭店大堂
- 浦江饭店內部连廊
- 浦江饭店內部天花設計